# 松原みき ベスト・コレクション
『松原みき ベスト・コレクション』（まつばらみき ベスト・コレクション）は、ポニーキャニオン2枚目の松原みきのベスト・アルバム。2008年7月16日にCDがリリースされた。

## キャッチコピー
デビューした1979年～1985年までの時代のナンバーから選りすぐった極めつけベスト・アルバム。
初CD化作品としてシングルのみアルバム未収録「ハロー・トゥデイ」「WASH」の2曲のほか「三人で踊らない」「-CUPID-」「Caribbean Night」「Love for sale」計6曲収録。

## 収録曲
1. あいつのブラウンシューズ (4'27")[2]
作詞：島エリナ／作曲：杉真理／編曲：鈴木茂
2. It's So Creamy (3'43")
作詞：中里綴／作曲：佐藤健／編曲：佐藤健
3. Jazzy Night (3'50")
作詞：三浦徳子／作曲：林哲司／編曲：林哲司
4. 真夜中のドア／Stay With Me (5'12")
作詞：三浦徳子／作曲：林哲司／編曲：林哲司
5. SEE-SAW LOVE (シーソー・ラブ) (3'40")
作詞：小泉長一郎／作曲：佐藤健／編曲：Dr.ストラット
6. 愛はエネルギー (3'38")
作詞：三浦徳子／作曲：林哲司／編曲：林哲司
7. 三人で踊らない (4'30")
作詞：小林和子／作曲：岡本一生／編曲：Dr.ストラット
8. Howa Howa Shuwa Shuwa-宇宙ネコの舌ざわり- (6'45")
作詞：島エリナ／作曲：鈴木茂／編曲：鈴木茂
9. 夕焼けの時間です (5'26)
作詞：三浦徳子／作曲：松任谷正隆／編曲：松任谷正隆
10. WASH (ウオッシュ) (4'31)
作詞：康珍化／作曲：佐藤健／編曲：Dr.ストラット
11. -CUPID- (5'25")
作詞：三浦徳子／作曲：伊藤銀次／編曲：大村雅朗
12. Bay City Romance (4'55)
作詞：大津あきら／作曲：佐藤準／編曲：佐藤準
13. 恋にお招ばれ (3'33")
作詞：康珍化／作曲：向谷実／編曲：向谷実
14. Caribbean Night (3'26")
作詞：梅本洋一／作曲：森園勝敏／編曲：森園勝敏
15. Love for sale (3'29")
作詞：Cole Porter／作曲：Cole Porter／編曲：前田憲男
16. ニートな午後3時 (4'09")
作詞：三浦徳子／作曲：小田裕一郎／編曲：大村雅朗
17. ハロー・トゥデイ～Hello Today (4'20")
作詞：三浦徳子／作曲：大村雅朗／編曲：大村雅朗

※ 内部リンクのない項目は英語版Wikipediaへ言語間リンク

## スタッフ・スタジオ
- リマスター：能瀬秀二

## 関連シングル・アルバム
1. Who are you? LP C28A0114 SEE・SAW 1980年9月21日 キャニオン・レコード ほか CASSETTE、CD（廃盤）
2. POCKET PARK LP C25A0077 SEE・SAW 1980年1月21日 キャニオン・レコード ほか CASSETTE （廃盤）、CD
3. Who are you? LP C28A0114 SEE・SAW 1980年9月21日 キャニオン・レコード ほか CASSETTE、CD（廃盤）
4. POCKET PARK LP C25A0077 SEE・SAW 1980年1月21日 キャニオン・レコード ほか CASSETTE （廃盤）、CD
5. SEE-SAW LOVE EP 7A0157 SEE・SAW 1982年2月 キャニオン・レコード （廃盤）
6. 愛はエネルギー EP W-18 SEE.SAW 1979年12月5日 キャニオン・レコード(廃盤)
7. Myself LP C28A0209 SEE・SAW 1982年3月21日 キャニオン・レコード ほか CASSETTE（廃盤）
8. Who are you? LP C28A0114 SEE・SAW 1980年9月21日 キャニオン・レコード ほか CASSETTE、CD（廃盤）
9. Who are you? LP C28A0114 SEE・SAW 1980年9月21日 キャニオン・レコード ほか CASSETTE、CD（廃盤）
10. SEE-SAW LOVE EP 7A0157 SEE・SAW 1982年2月 キャニオン・レコード （廃盤）
11. ―Cupid― LP C28A0157 SEE・SAW 1981年4月21日 キャニオン・レコード（廃盤） ほか CASSETTE （廃盤）
12. 彩 LP C28A0256 SEE・SAW 1982年12月5日 キャニオン・レコード ほか CASSETTE （廃盤）
13. LADY BOUNCE LP C28A0417 SEE・SAW 1985年6月21日 キャニオン・レコード ほか CD、CASSETTE （廃盤）
14. Cool Cut LP C28A0335 SEE・SAW 1984年5月21日 キャニオン・レコード ほか CASSETTE（廃盤）
15. BLUE EYES LP C28A0373 SEE・SAW 1984年10月21日 キャニオン・レコード ほか CASSETTE（廃盤）
16. ニートな午後3時 EP 7A0049 SEE・SAW 1981年2月5日 キャニオン・レコード（廃盤）
17. ハロー・トゥデイ EP W-20 SEE.SAW 1980年4月21日 キャニオン・レコード （廃盤）